# Ryuichi Abe
Ryūichi Abe (en japonais : 阿部 龍一) est né en 1954 au Japon. Il est professeur de religions japonaises à l’Institut Reischauer, université Harvard, Cambridge (Massachusetts), département des langues et civilisations de l'Asie de l'Est (Department of East Asian Languages and Civilizations (EAMC).

## Biographie
Ryūichi Abe (japonais : 阿部 龍一) naît au Japon en 1954. Il étudie d'abord l’économie, à Tokyo puis aux États-Unis, où il obtient une maîtrise  en affaires internationales à l’université Johns-Hopkins, Baltimore, État du Maryland.
Il  décide ensuite d’orienter sa carrière dans une autre direction et se spécialise dans l’étude des religions. Il obtient un doctorat  à l’université Columbia, New York.
Il publie des articles et des ouvrages en japonais et en anglais sur la culture religieuse de son pays, qu’il contribue à faire connaître dans le monde occidental.
Spécialiste du bouddhisme ésotérique japonais (shingon), il enseigne dans plusieurs universités américaines.
Il est récipiendaire du prix Phillip et Ruth Hettleman décerné par l’université de Caroline du Nord à Chapel Hill.

### Formation

#### Au Japon
- Diplôme de premier cycle en économie à l’université Keiō (japonais : 慶應義塾大学) de Tokyo (année ?)[1].

#### Aux États-Unis
- Maîtrise en affaires internationales, École des affaires internationales avancées, université Johns-Hopkins, Baltimore, Maryland, (année ?)[1].
- Master en philosophie, université Columbia, New York, (année ?)[2].
- Doctorat en études religieuses, université Columbia, New York, (année ?)[2].

### Fonctions
Il a été professeur  de religions japonaises et de l'Asie de l'Est dans les établissements suivants :
- Université Columbia (années ?)[3] ;
- Université de Caroline du Nord à Chapel Hill (années ?) ;
- Institut Reischauer, l’université Harvard, Cambridge (Massachusetts) , département des langues et civilisations de l'Asie de l'Est (Department of East Asian Languages and Civilizations (EALC), depuis... (année ?)[2].

## Travaux
Ses travaux abordent différents aspects de la culture religieuse au Japon (religions prémodernes et anciennes)  et en Asie de l’est : la culture visuelle dans le bouddhisme, la théorie bouddhique du langage, l’histoire du bouddhisme ésotérique japonais, l’intéraction bouddhisme-shintoïsme, bouddhisme et littérature, bouddhisme et genre.
Ses articles et ouvrages consacrés  aux moines Kūkai et Saichō permettent une meilleure compréhension du bouddhisme japonais. Ainsi, dans The Weaving of Mantra: Kūkai  and the Construction of Esoteric Buddhist Discourse (« Le tissage du mantra : Kūkai et la construction du discours bouddhiste ésotérique ») il met en lumière l’influence de Kūkai sur la civilisation japonaise du IXe siècle, à une époque où la pensée confucéenne  prédominait  au Japon.
Il a également traduit des poèmes, lettre et autres écrits du moine poète et calligraphe Ryōkan.

## Œuvres
Liste non exhaustive :

### Auteur (ouvrages et articles)
- (en) The Weaving of Mantra : Kūkai and the Construction of Esoteric Buddhist Discourse, New York, Columbia University Press, octobre 2000, 620 p. (ISBN 9780231112871, présentation en ligne).
- (en) « Saicho and Kukai : A Conflict of Interpretations », Japanese Journal of Religious Studies, vol. 22, nos 1/2,‎ 1995, p. 103-137 (lire en ligne [PDF], consulté le 22 août 2020).
- (en) « Revisiting the dragon Princess :Her role in Mediaval Stories and Their implications in Reading the Lotus Sutra », Japanese Journal of Religious Studies, vol. 42, no 1,‎ 2015, p. 27-70 (lire en ligne, consulté le 22 août 2020).
- (en) « Mantra, Hinin, and the Feminine: On the Salvational Strategies of Myōe and Eizon », Cahiers d'Extrême-Asie, vol. 13,‎ 2002, p. 101-125 (lire en ligne, consulté le 22 août 2020).

### Traducteur
- (en) (avec Peter Haskel), Great Fool : Zen Master Ryokan. Poems, Letters, and Other Writings, Honolulu, University of Hawai’i Press, 1996, 302 p. (ISBN 978-0-8248-6270-1, lire en ligne)

### Directeur de thèse
- (en) Tomoko Sugahara, Beyond ancestors : a meta-discourse on the life of the dead in comtemporary Japan (thèse de doctorat), Ann Arbor, université du Michigan, 2004 (lire en ligne).

## Récompenses
Le Prix Phillip & Ruth  Hettleman (Phillip and Ruth Hettleman Prize) lui est attribué en (?) par l’université de Caroline du Nord à Chapel Hill. Ce prix est décerné chaque année aux membres de la faculté ayant réalisé des travaux érudits. (Remarque : l’attribution de ce prix est mentionné en quatrième de couverture de l’ouvrage The Weaving of Mantra : Kūkai and the Construction of Esoteric Buddhist Discourse).